# Рибальська гумка

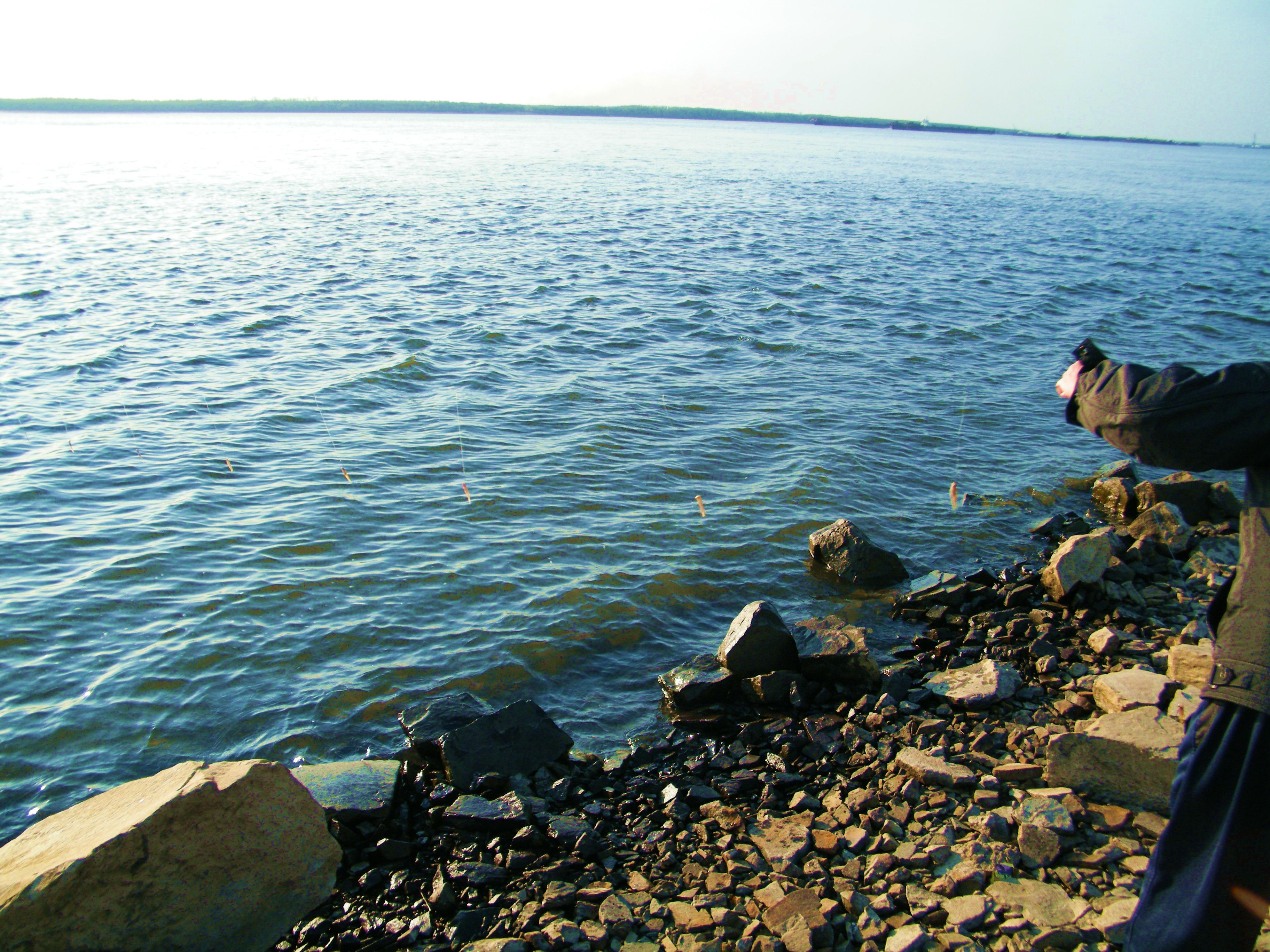
Ловля риби на «гумку»

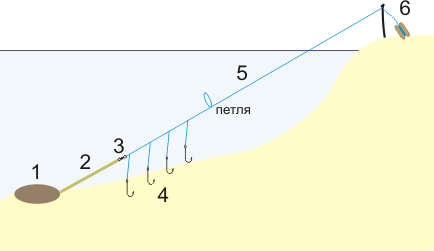
Складові рибальської «гумки»: 1 — грузило (як правило, одноразове), часто застосовують поліетиленовий мішок з піском; 2 — гумовий амортизатор (рибальська гумка); 3 — вертлюжок; 4 — повідці з гачками; 5 — основна волосінь; 6 — мотовильце з запасом волосіні

Рибальська гумка — донна вудка з гумовим амортизатором. Є забороненою снастю в нерестовий період на території України[джерело?]. Рибальською гумкою називають як кордову гуму, призначену для цього виду ловлі, так і сам спосіб ловлі риби.
Головна відмінність донної вудки з гумовим амортизатором від інших видів донних вудок полягає в тому, що грузило у неї кріпиться не до волосіні безпосередньо, а до відрізка кордової гуми. З'єднавши один кінець гумки з грузилом, а інший з волосінню, рибалка, за рахунок розтягу гумки в 5-7 разів від її початкової довжини, може витягати з води гачки, не витягуючи щоразу грузила. При виведенні гачків з води гумка пом'якшує ривки риби і запобігає її зриванню.
В СРСР не було спеціальної рибальської гумки, її плели з авіамодельної гуми діаметром 1-2 мм в 4-8 шарів. Для цього гумку складали вдвоє, в місце складання пропускали невелику «корбу» з дроту, і крутили. Потім гумку знову складали вдвоє, і вона сама скручувалась, «плелася». Потім знову крутили, складали вдвоє, і т. д., до досягнення потрібної кількості шарів. Така рибальська гумка ставала міцнішою, ніж одиночна, але дуже закручувала волосінь.

## Переваги гумки перед іншими видами донних вудок
- Немає потреби шуміти і розполохувати рибу, закидаючи грузило.
- Значно полегшується виведення риби, оскільки грузило не чіпляється за траву і корчі.
- Якщо попалася велика риба, гума амортизує, і запобігає обриву волосіні.
- Простіше наживляти приманку — при насадженні повідці з гачками не лежать на землі, а висять на натягнутій гумою волосіні.
- Наживка завжди доставляється в одне і теж місце. Це особливо важливо при використанні підгодованих місць або ловлі судака на живця.
- Висока чутливість.
- Ловити на гумку можна майже будь-яку рибу.

Найпоширеніша ловля на гумку чехоні, для якої це один з найкращих способів. Також популярна нічна ловля на гумку судака. Навесні, з кінця квітня до початку червня, в озерах з чистим дном ловиться на гумку карась.
Також ловлять на гумку щуку на живця, ляща і густеру на гнойового хробака, язя на коника і опариша, лина на мертву рибку, та іншу рибу.

## Джерело
- Ловля риби на гумку.